# Municipio de Quaker Gap
El municipio de Quaker Gap (en inglés: Quaker Gap Township) es un municipio ubicado en el  condado de Stokes en el estado estadounidense de Carolina del Norte. En el año 2010 tenía una población de 2.818 habitantes.

## Geografía
El municipio de Quaker Gap se encuentra ubicado en las coordenadas 36°26′25.5″N 80°21′54.2″O / 36.440417, -80.365056.